# Nyírlugos
Nyírlugos is een plaats (város) en gemeente in het Hongaarse comitaat Szabolcs-Szatmár-Bereg. Nyírlugos telt 2911 inwoners (2005).

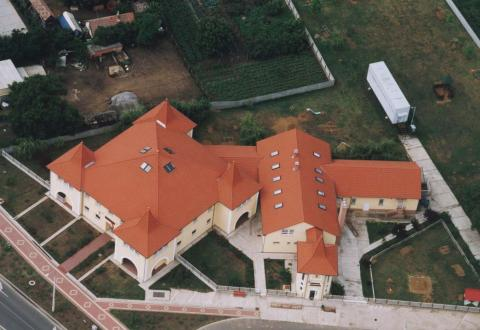
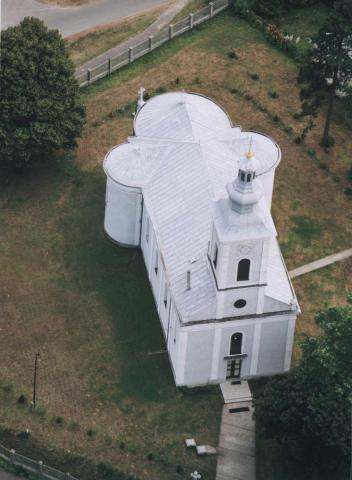
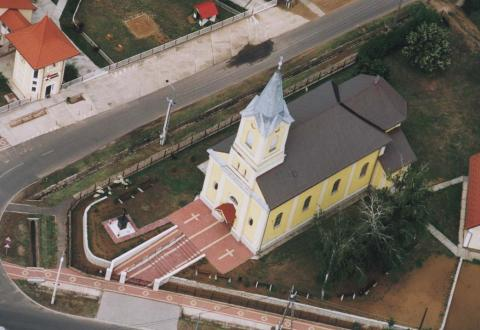

## Bekende personen

### Geboren in Nyirlugos
Balázs Dzsudzsák (23 december 1986)